# Pieter Huys
Pieter Huys (1519 – 1581) è stato un pittore fiammingo, attivo durante il Rinascimento.

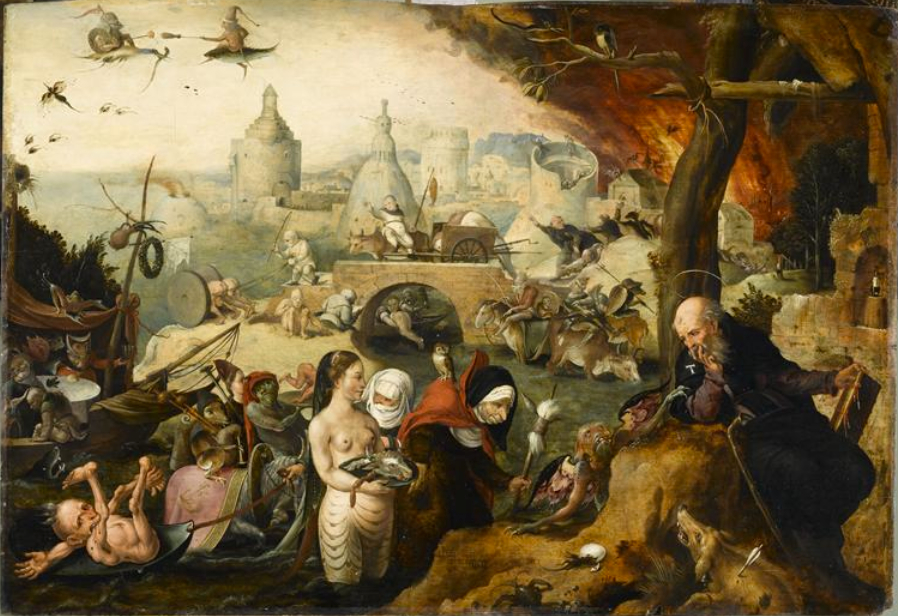
La Tentazione di San Antonio di Pieter Huys esposta al Louvre

Si sa poco della sua prima infanzia, e sebbene fosse principalmente attivo ad Anversa, il suo luogo di nascita e morte non è certo. Divenne maestro nella Corporazione di San Luca Di Anversa nel 1545 e il suo ultimo lavoro risale al 1577. Si è ispirato all'arte di Hieronymus Bosch.